# Daniel T. McCarty
Daniel Thomas McCarty, född 18 januari 1912 i Fort Pierce, Florida, död 28 september 1953 i Tallahassee, Florida, var en amerikansk demokratisk politiker. Han var den 31:a guvernören i delstaten Florida från 6 januari 1953 fram till sin död.
McCarty utexaminerades 1934 från University of Florida. Han deltog i andra världskriget i USA:s armé och befordrades till överste. Han dekorerades bland annat med Purpurhjärtat och den franska medaljen Croix de Guerre.
McCarty var ledamot av Florida House of Representatives, underhuset i delstatens lagstiftande församling, 1937-1941, det sista året som talman. Han förlorade mot Fuller Warren i demokraternas primärval inför guvernörsvalet 1948.
McCarty vann guvernörsvalet 1952. Han drabbades av en hjärtinfarkt redan 25 februari 1953 efter en kort tid som guvernör och avled senare samma år i lunginflammation.
McCarty är begravd på Palms Cemetery i St. Lucie County.